# ژان-بپتیست پیگال
ژان-بپتیست پیگال (فرانسوی: Jean-Baptiste Pigalle‎؛ ۲۶ ژانویه ۱۷۱۴ – ۲۰ اوت ۱۷۸۵) مجسمه‌ساز اهل فرانسه بود.
پیگال در پاریس متولد شد و هفتمین فرزند یک نجار بود. اگرچه او موفق به کسب جایزه بزرگ رم نشد، پس از یک مبارزه سخت وارد آکادمی سلطنتی نقاشی و مجسمه‌سازی شد و به یکی از محبوب‌ترین مجسمه‌سازان زمان خود تبدیل شد.

## آثار

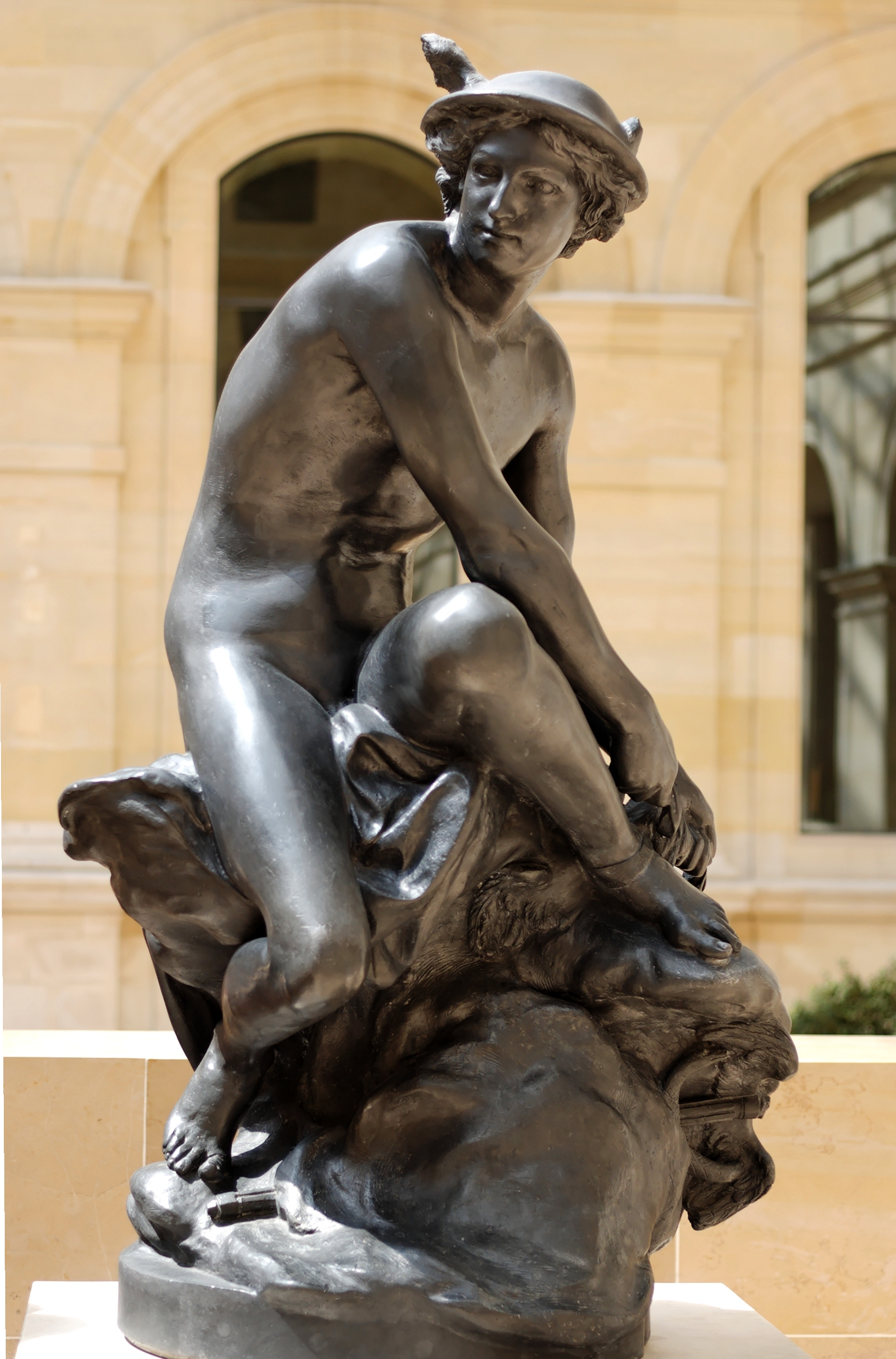
Mercury putting on his running shoes (لوور) (۱۷۵۳)
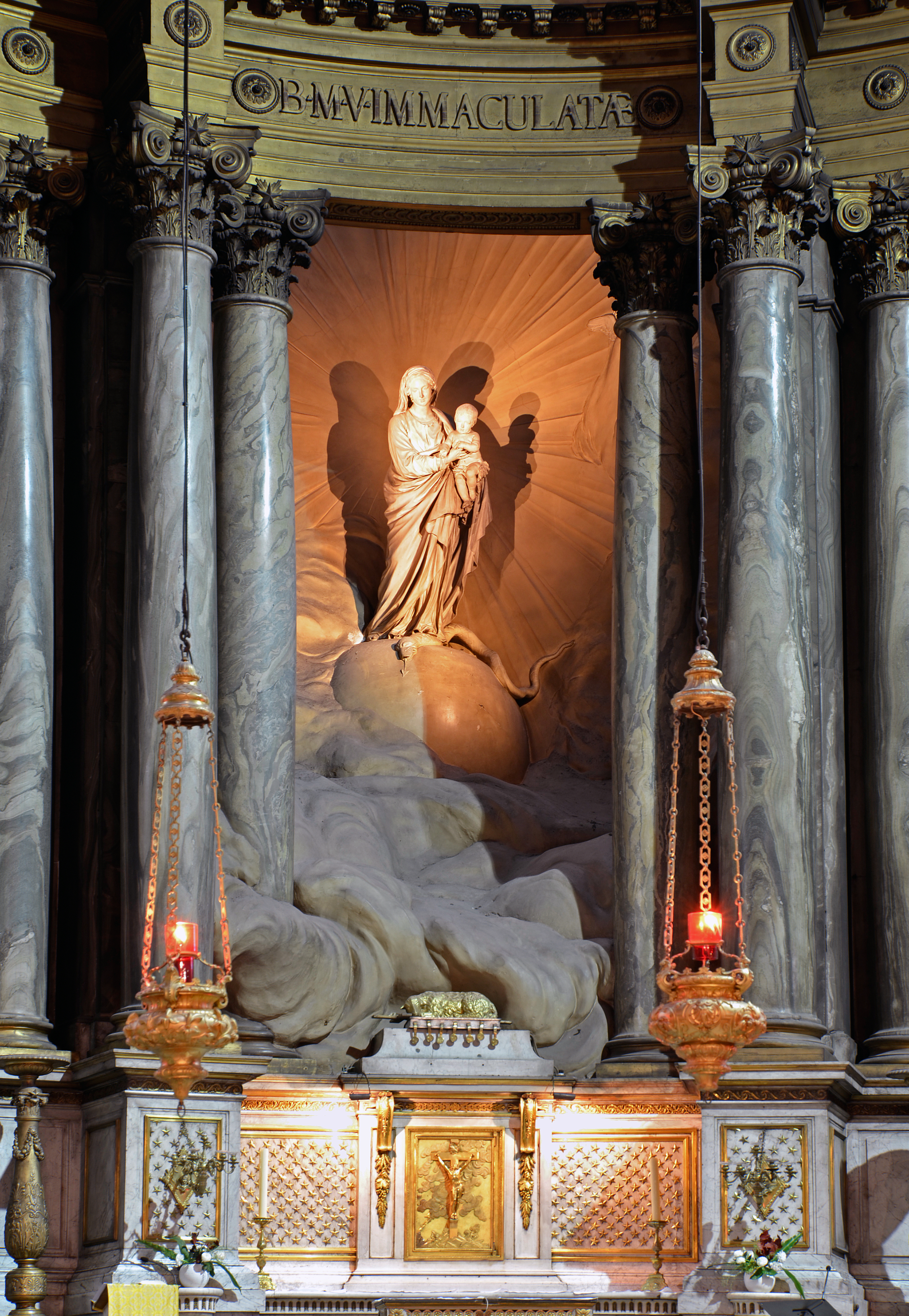
Chapel of the Virgin, کلیسای سن-سولپیس،  پاریس
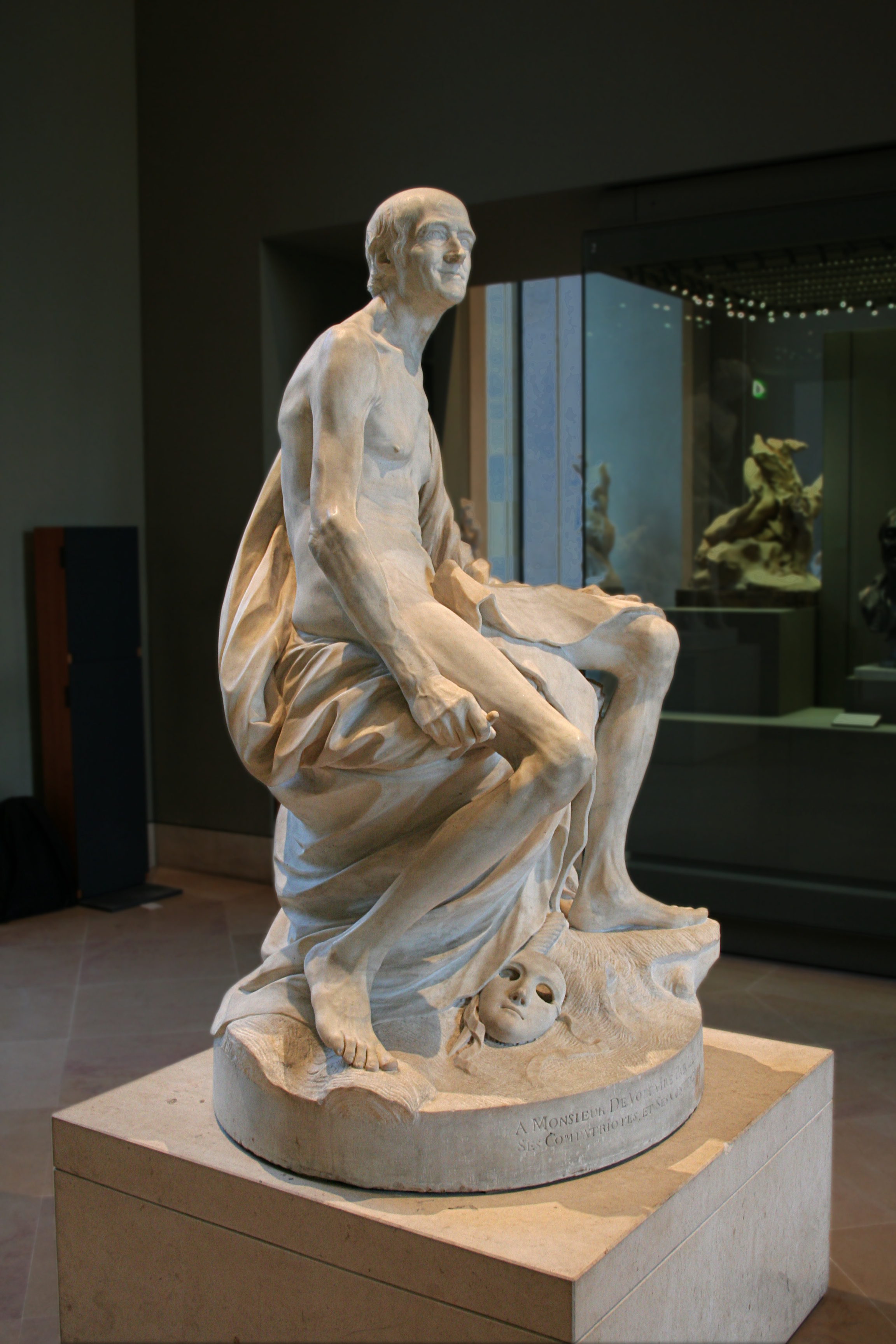
Voltaire nude (لوور،  ۱۷۷۷)
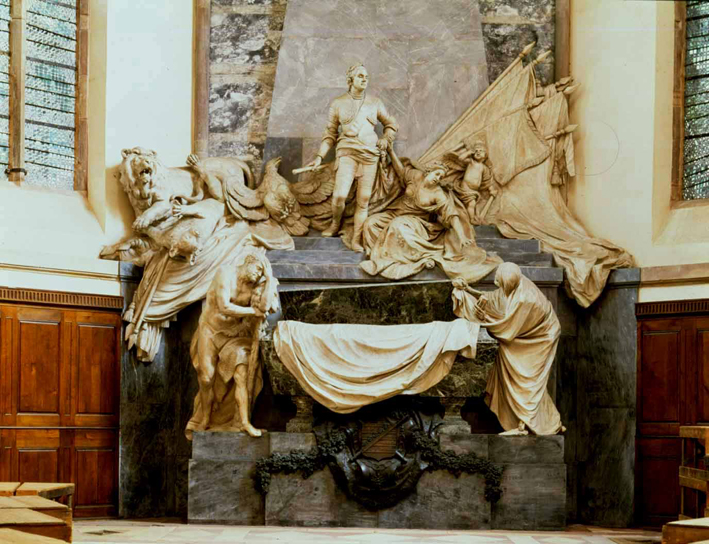
Tomb of  Maurice de Saxe, Saint Thomas Lutheran Church, Strasbourg (1777)

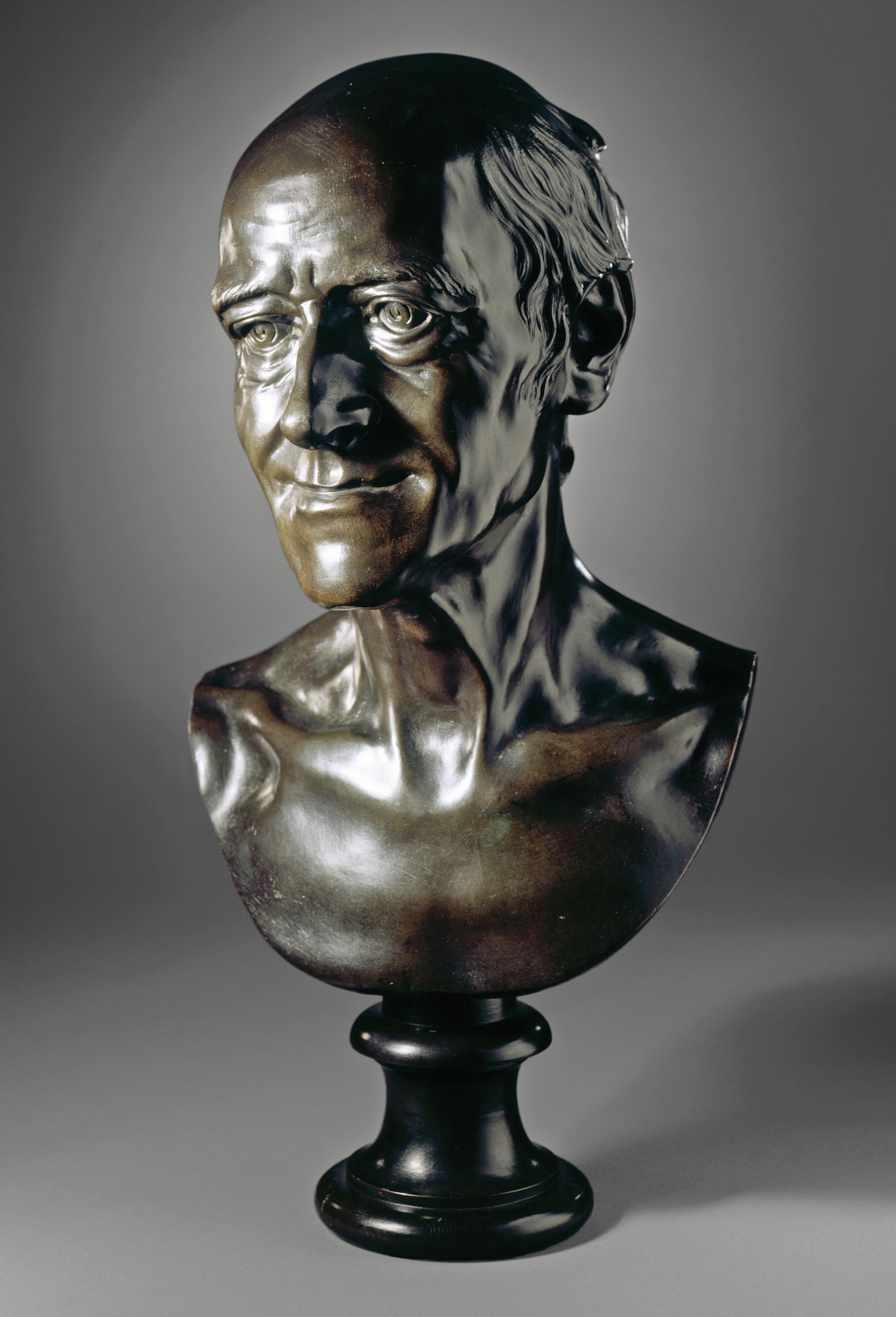
Portrait of Voltaire (Los Angeles County Museum of Art)
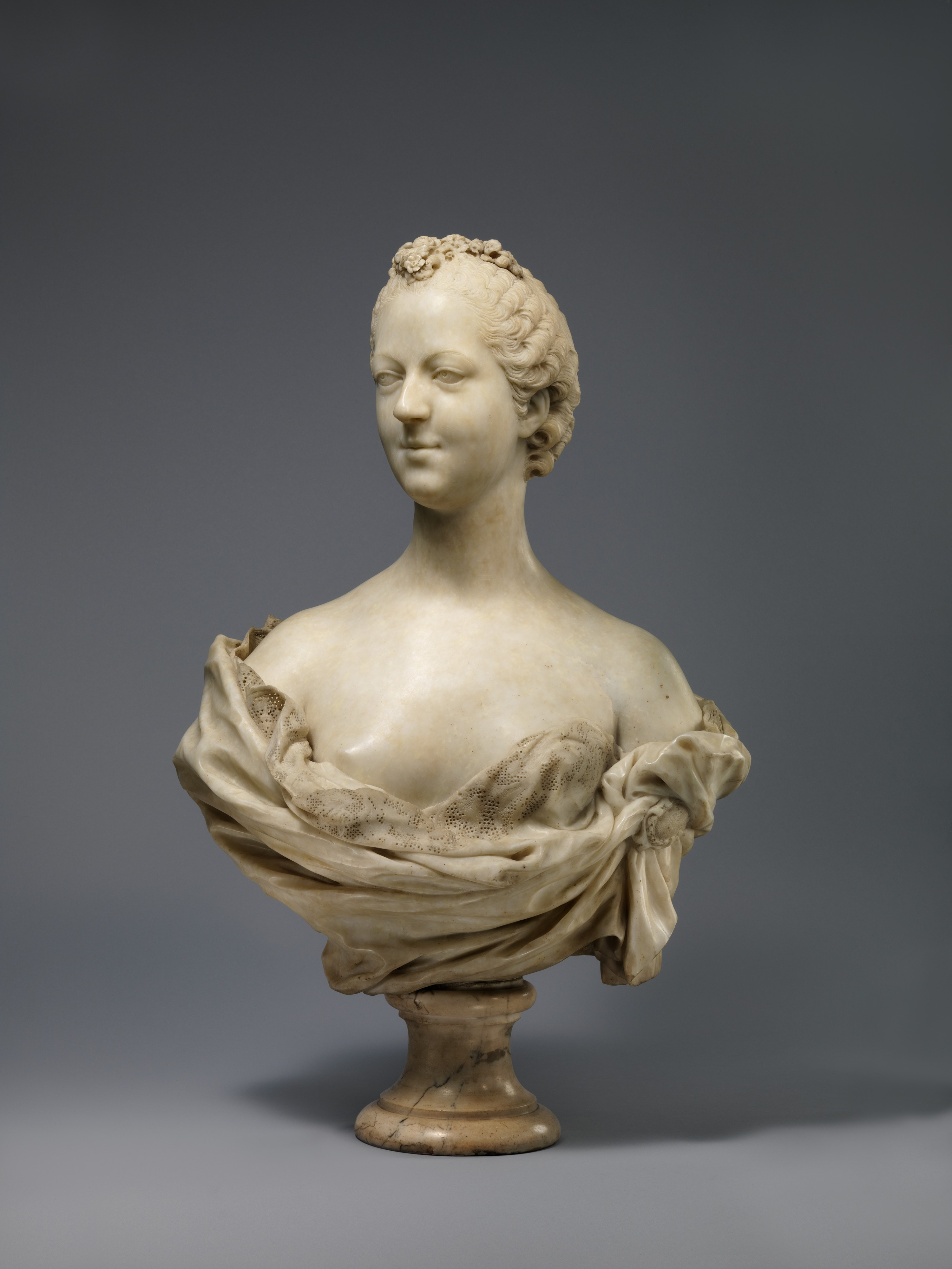
مادام پمپادور،  موزه متروپولیتن هنر،  نیویورک  (۱۷۴۸–۵۱)
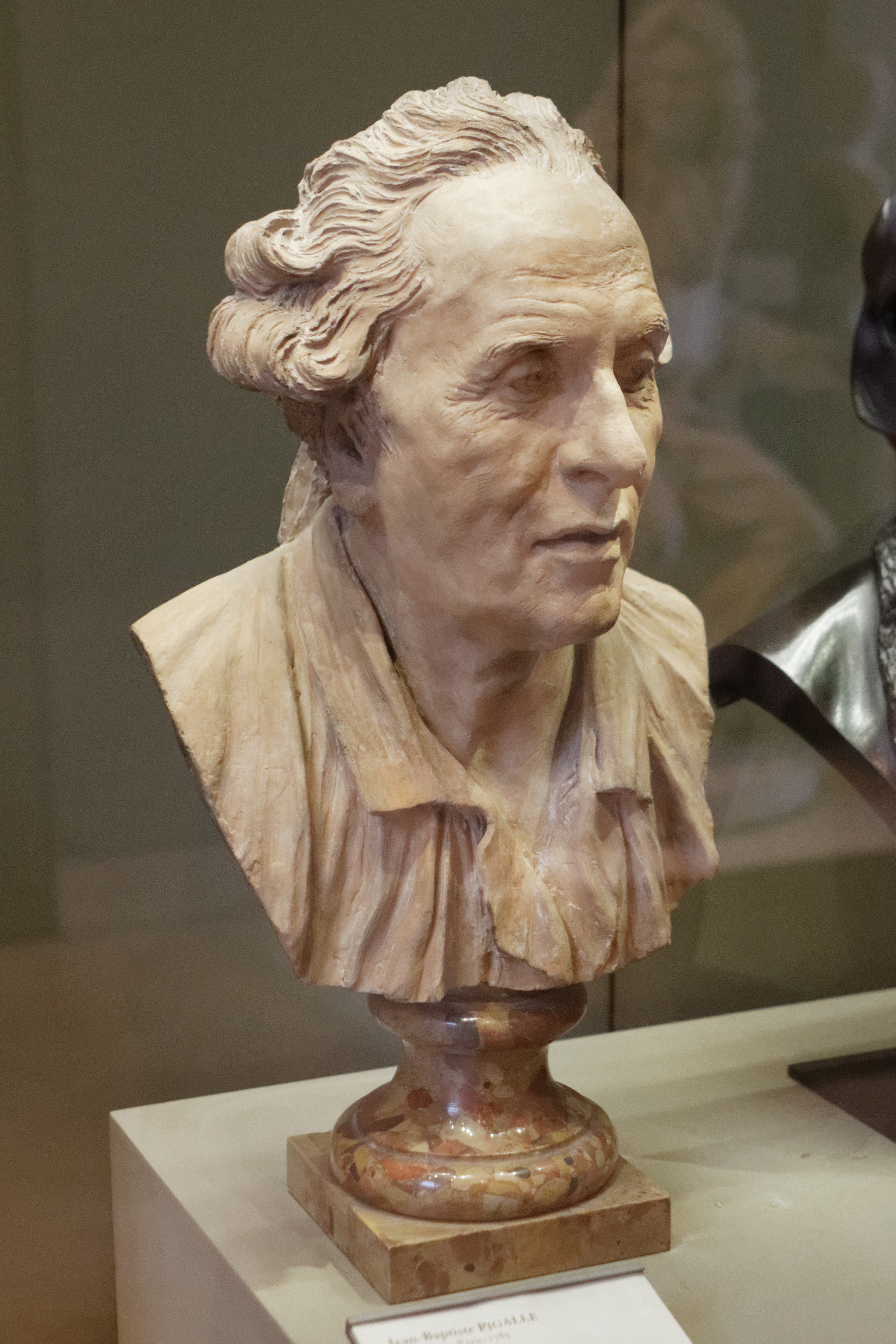
Self-portrait (1770s, (لوور)